# Georges Moreau
Pour les articles homonymes, voir Moreau.
Georges Pierre Moreau, né le 14 octobre 1842 à Boissy-le-Sec, Eure-et-Loir, et mort 22 juillet 1897 à Marquette-lez-Lille, Nord, est un prêtre catholique et auteur français.

## Biographie

### Enfance et débuts
Georges Pierre Moreau, fils de Louise Charlotte Angelina Clément et d’Édouard Moreau, percepteur receveur des contributions directes, intègre le séminaire diocésain de Saint-Sulpice, à Issy-les-Moulineaux où il est sous-diacre en 1866.
Devenu prêtre, il est d’abord professeur à l’école Bossuet située rue de Vaugirard à Paris (6e arrondissement), avant d’en devenir directeur. Pendant la Commune de Paris, au printemps 1871, il demeure dans l’école, malgré les risques que rencontrent les religieux et leurs institutions. Déguisé en concierge, et il réclama lui-même une garde communarde pour les bâtiments de cet établissement, et la présence de celle-ci écarta tout danger.
Prenant la direction de l'école Sainte-Anne à Saint-Ouen en 1875, il organise des « caravanes scolaires » dans les Alpes avec le Club alpin français dont il est adhérent.
En août 1878, l'abbé Moreau est nommé curé titulaire de la paroisse Saint-Charles-Borromée de Joinville-le-Pont. Il est apprécié des radicaux-socialistes et francs-maçons qui dominent la vie politique locale : « L’abbé Moreau n’est pas un curé ordinaire. Il n’a rien de la punaise de sacristie, il est franc, loyal, bon enfant, républicain avoué et pas bégueule pour deux sous ». Cependant, il va se heurter à la municipalité qui lui reproche, en 1881, de conserver pour lui-même les recettes des pompes funèbres, sans les reverser au conseil de fabrique qui gère les fonds de la paroisse. L’archevêque de Paris assure qu’il n’a fait que « suivre un usage ancien commun aux paroisses suburbaines. »
Pour éviter une aggravation du conflit, le préfet, sur proposition de l’archevêque, nomme, en juin 1882, l'abbé Moreau aumônier de l'hôpital Beaujon. Le ministère de l’intérieur et des cultes clôturera l’affaire par une lettre de mars 1884 : « il y a lieu de prendre acte de l’aveu de M. l’Archevêque qui reconnaît qu’une bonne comptabilité ne saurait admettre cet usage ». Cependant, l’administration conclut : « mais la restitution des sommes perçues soulèverait de nombreuses difficultés ».

### Essayiste
L’œuvre littéraire de Georges Moreau commence pendant son séjour à la tête de la paroisse de Joinville-le-Pont. Orateur reconnu, il va devenir un essayiste écouté, et critiqué. Il se consacre aux changements importants que vit l’église de France alors que Jules Ferry, au gouvernement, modifie considérablement son rôle institutionnel.
L’abbé Moreau publie en mars 1880 un essai sur L'Église de France et les réformes nécessaires. Édité sans nom d’auteur, il intéresse et intrigue. Dans ce livre, Moreau défend le clergé des paroisses contre le zèle excessif du clergé régulier. Il s’affirme comme républicain. Le Figaro relève que « les opinions hardies de cet ouvrage ont causé une vive émotion » au sein du « haut personnel ecclésiastique » ; il estime que « l'auteur (…) a l'ait preuve véritable de talent et de caractère ».
Le second livre de Georges Moreau, paru en décembre 1880 avec sa signature, porte sur les décrets du 28 et du 29 mars 1880 par lesquels Jules Ferry, ministre de l'Instruction publique, ordonne aux Jésuites de quitter l'enseignement et dissout la Compagnie de Jésus. Intitulé Les décrets du 29 mars. Premier épisode : l’interpellation du 16 mars, il aurait dû avoir une suite, annoncée sous le titre Les Cent jours de l'opportunisme. Mais l’abbé Moreau est réprimandé par l'archevêché de Paris pour le premier opus, à cause, dit le quotidien Le Gaulois, « de ses articles trop ardents pour la République ».

### Aumônier et auteur sur les prisons
En novembre 1883, Georges Moreau est nommé aumônier de la prison de la Roquette à Paris (11e arrondissement). Il y remplace l’abbé Crozes . À partir de 1851, la Grande Roquette est devenue le lieu où se font les exécutions capitales à Paris ; soixante-neuf personnes y sont guillotinées jusqu’à sa fermeture en 1899 et le rôle de l’aumônier est notamment d’accompagner les condamnés à mort. Moreau restera en poste pendant seulement treize mois, étant conduit à démissionner à la suite d'un conflit avec le directeur lié à ses travaux d’essayiste. 

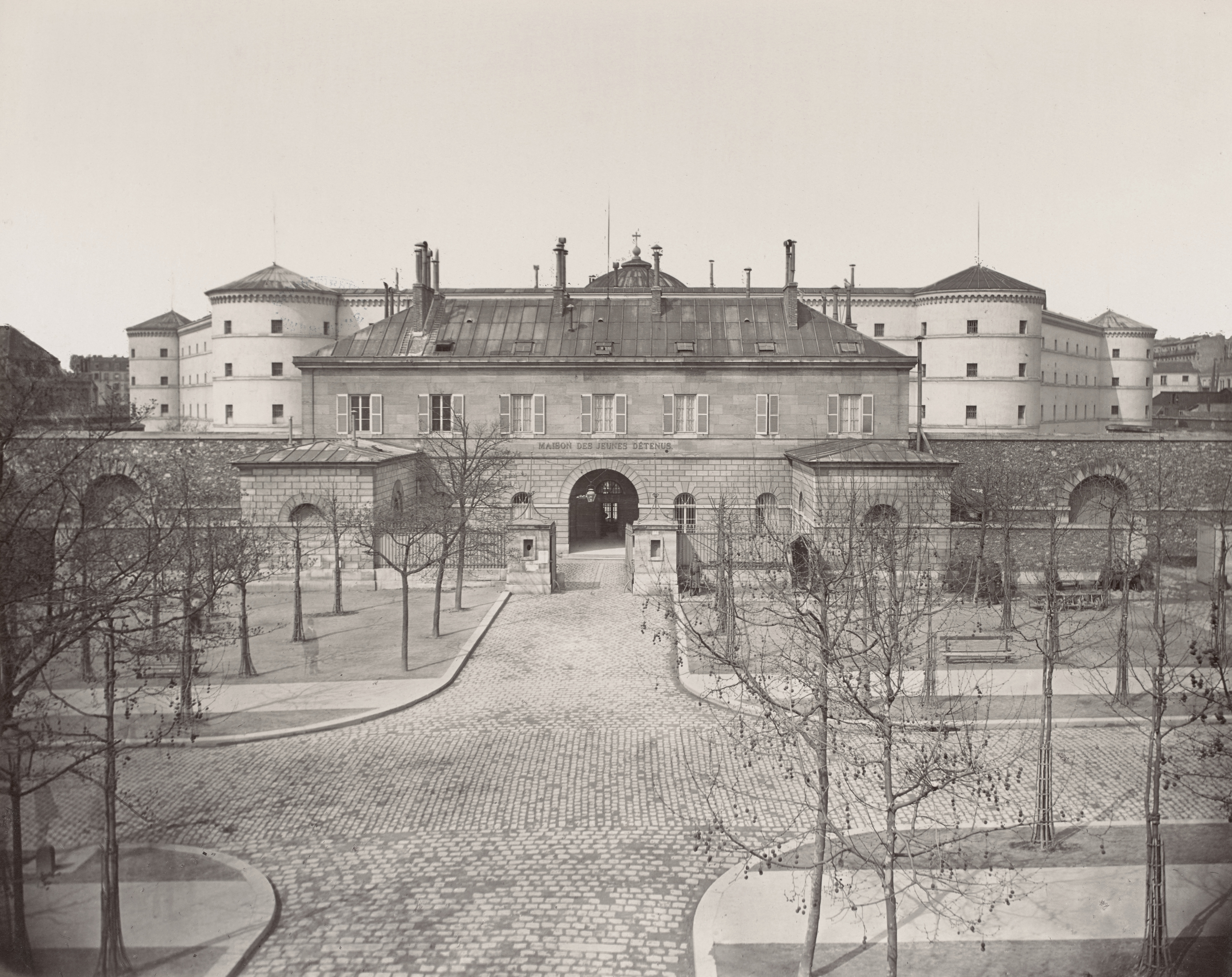
Prisons de la Roquette à la fin du XIXe siècle.

De son expérience et des contacts qu’il noue à cette occasion, l’abbé Moreau va tirer deux livres qui nourriront d’abord une polémique intense et seront ensuite fréquemment cités. Le premier, Souvenirs de la Petite et de la Grande Roquette, se base sur les papiers confiés à Moreau par l’abbé Crozes, son prédécesseur. Le Figaro considère que c’est « certainement le livre le plus curieux qui ait été écrit depuis longtemps. Ce sont les perplexités et les angoisses des criminels de tous degrés qui ont traversé cette lugubre prison, avant de partir pour le bagne ou franchir l'échafaud. »
Le quotidien catholique conservateur L'Univers proteste « contre l'oubli total des sentiments de convenance que suppose une publicité semblable donnée » aux documents inclus dans le livre. Il considère une page d’un journal de détenu « comme étant un outrage à la plus vulgaire décence. »
La Nouvelle revue, publication républicaine, remarque que les deux tomes de l’ouvrage « révèlent plus d'une erreur et d'une lacune dans l'administration de la justice criminelle en France et signalent plus d'une réforme indispensable. (…) On se convaincra, en les lisant, que la Nouvelle-Calédonie est peut-être un excellent pénitencier, mais qu'elle ne deviendra jamais une véritable colonie. »
En décembre 1884, l'abbé Moreau assiste à une séance publique du Sénat pour discuter la proposition de d'Agénor Bardoux sur la non-publicité des exécutions capitales, étape pour lui avant l’abrogation de la peine de mort, où les arguments de son livre sont repris.
Dans ses Souvenirs, Georges Moreau mettait en cause le sentiment de protection de la société, fondement des lois sécuritaires. Mais il avouait préférer encore la « guillotine sèche » du bagne à la « guillotine sanglante ». Dans les années 1960, la revue jésuite Études citera encore l’abbé Moreau : « Donner la mort à un homme, c'est le supprimer, ce n'est pas le punir. »

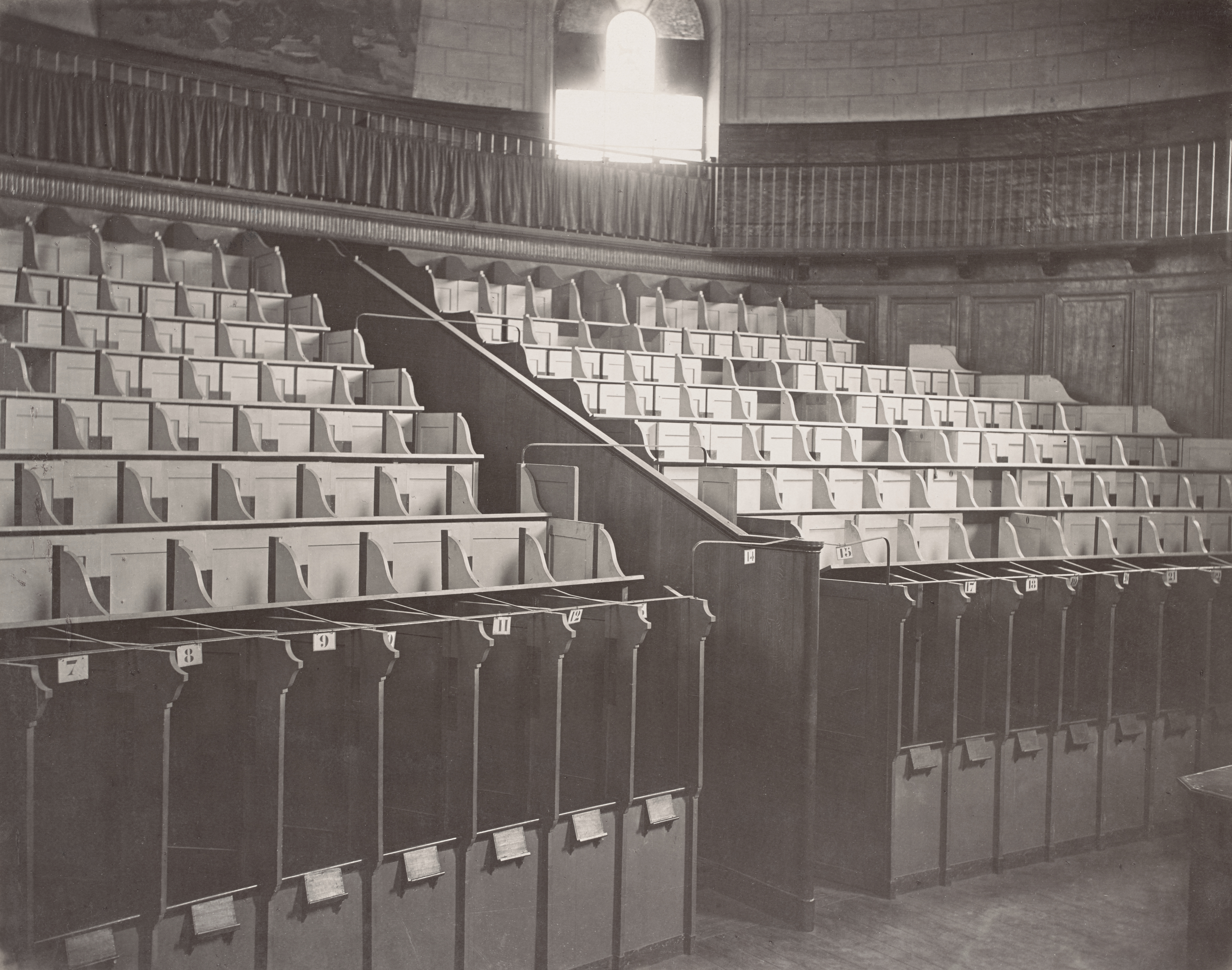
Intérieur de la Chapelle de la Roquette

Le second livre, Le Monde des prisons est daté de 1887 et se consacre aux conditions de vie en prison, alléguant notamment la violence et la corruption du personnel. Il suscite d’emblée un flot de commentaires, Albert Wolff lui consacrant par exemple long article en Une du quotidien Le Figaro : « Il est au fond contre la peine de mort ; dans tous les cas, il trouve indigne de notre civilisation les honteuses exécutions sur la place publique. De plus, M. l'abbé est d'avis que la promiscuité de la prison répand le vice et rend impossible tout retour vers une vie honorable (…)L'abbé Moreau est donc pour le régime cellulaire et non pour la vie en commun dans les prisons. Je crois qu'il a raison. » Mais ce que retient d’abord Wolff, ce sont les révélations sur la façon dont sont administrées les prisons : « l'abbé Moreau a rempli un devoir en divulguant toutes ces infamies, et il est de notre devoir à nous, journalistes de toutes les opinions, de les faire connaître au grand public qui nous lit ». Il assure ne pas partager « toutes les illusions de l'ancien aumônier de la Grande-Roquette », mais s’interroge « que dire d'une société se disant civilisée et dans laquelle peuvent se commettre impunément des atrocités dans le genre de celles que relate l'abbé Moreau? » 
Le quotidien Le Matin : consacre aussi sa première page à l’ouvrage. Pour lui, l'auteur est « un prêtre assez indépendant et assez hardi pour rompre en visière avec les traditions et oser mettre son nom sur un travail qui touche aux côtés les plus honteux et les plus immoraux de la société. L'abbé Georges Moreau est encore jeune, bien que ses cheveux soient tout blancs. Grand, droit, l'air très crâne, l'œil franc, regardant bien en face, il a l'allure décidée de l'homme qui ne sait pas reculer ». 
Les attaques vont devenir plus vives, prendre un tour personnel et conduire à la démission de Moreau de sa fonction. Paul Ginisty consacre une longue critique, encore dans la page de titre du quotidien Le XIXe siècle : il ne prétend pas que « tout soit parfait dans la façon dont sont menées nos prisons », mais il se demande « quel degré de confiance on peut accorder à M. l'abbé Moreau » ? « Que penser quand ce prêtre qui, au lieu d'être tout à son émotion et à des pensées supra-humaines, n'a que des préoccupations de reporter et ne guette les dernières manifestations du condamné, affalé, à deux pas du couteau, que pour les raconter ? » 

### Un intellectuel catholique reconnu mais marginalisé
Après avoir quitté l’aumônerie de la prison parisienne de la Grande-Roquette, l’abbé Moreau est nommé vicaire général de l’évêché et chanoine titulaire de la cathédrale de Langres (Haute-Marne). Une fonction qu’il ne va occuper que fort peu de temps de manière effective, puisqu’il démissionne début mars, tout en étant nommé alors vicaire général honoraire de Langres, titre qu’il portera ensuite pendant le reste de sa carrière.
Après avoir protesté de sa fidélité absolue au pape et à l’Église, l’abbé Moreau va se consacrer à des publications beaucoup moins polémiques. Il publie en 1891 une étude scientifique et religieuse, L'Hypnotisme. Il explique que « L'hypnotisme est à l'ordre du jour. On en parle partout dans les salons et dans les académies, dans les journaux et dans les revues, dans les tribunaux et jusque dans les églises ». La conclusion théologique est assez normande : Medici certant et adhuc sub judice lis est (la chose n’est pas encore résolue en médecine). Pour Moreau, l'Église n'est ni pour ni contre l'hypnotisme; mais elle condamne certaines pratiques et réprouve, dans les phénomènes de clairvoyance divinatoire ou de suggestion mentale, tout ce qu'on doit attribuer a l'action démoniaque.
Le quotidien Le Matin publie un entretien avec l’abbé Moreau, dans lequel il demande si l’utilisation de l'hypnotisme comme anesthésique aux douleurs de l’accouchement est-elle compatible avec le verset biblique « Tu enfanteras dans la douleur » (Genèse 3.16) ? Il répond que « L'Église n'approuve ni ne blâme aucune opinion. Elle garde prudemment le silence sur les théories et signale simplement les dangers à éviter pour la santé publique et la morale. Une science, innocente en soi, peut, à cause des abus fréquents, devenir une source de périls ». Il conclut que « la douleur n’est pas une vérité d’évangile. »
Georges Moreau va produire une grande quantité d’articles, dont au moins 104 sont inclus, sous sa signature, dans l’austère revue religieuse hebdomadaire Annales catholiques, fondée par Joseph Chantrel puis dirigée par Paul Chantrel. Les textes de Georges Moreau portent sur des questions morales, sociales, théologiques et doctrinales, et sont publiés entre 1890 et 1896. 
Parmi les plus importantes contributions, vingt-quatre articles abordent la position de l'Église face au progrès matériel, à la question sociale et à la question ouvrière. Dans ces textes, l’abbé Moreau s’intéresse au syndicalisme mais également aux questions politiques autour du socialisme.
La question des relations entre l’Église et les États est aussi une préoccupation pour Moreau qui y consacre quatorze articles, s’intéressant à la France, à l’Angleterre, mais aussi à l’empire romain ou au royaume mérovingien. Plusieurs autres séries se consacrent à des questions historiques, comme Les évêques pendant la Révolution, les Martyrs de la papauté ou La faculté de théologie de Paris. 
Les talents de parole de Georges Moreau sont appréciés, même s’il est toujours en butte aux critiques ; le quotidien Le Matin commente ainsi : « L'abbé Moreau est encore un prédicateur de second plan, quoique, à tous les égards, il devrait être au premier plan. Il écrit beaucoup et bien, il parle mieux encore. Ses confrères l'ont depuis longtemps rangé parmi les épiscopables. On l'a trouvé autrefois trop libéral, on le trouve aujourd'hui trop ultramontain. Interrogé, il répond simplement : Je suis prêtre et rien que prêtre. »
En 1895, au nom de l’orthodoxie de la pensée catholique, Moreau s’attaque au projet de congrès universel des religions, projeté pour 1900 à Paris et qui se tiendra finalement en Suisse. Il se dit « séduit » par l’idée de voir ensemble « toutes les sectes protestantes, juives, orientales ou autres », qu'on y invite « les musulmans et les païens, les pasteurs, les rabbins, les popes, les muphtis et les bonzes ». Mais il est catégorique : « Seule, la religion catholique n'y a pas de place, cette place fût-elle la place d'honneur ». Son argument est définitif : « La tolérance, en matière de dogme, est une hérésie. L'église catholique (…) n'a rien à apprendre, rien à recueillir d'aucune secte ». Il veut donc se tenir à l’écart de cette « foire aux religions. »
Le quotidien culturel Gil-Blas, d’habitude mieux disposé à son égard, verra dans l’attitude de l'abbé Moreau celle d’un prêtre « encore Moyen Âge ». Le littérateur spiritualiste Henry Bérenger voit dans les propos de Moreau « la démonstration qu'aucune œuvre intellectuelle ou sociale ne peut-être entreprise avec le concours d'une Église qui se déclare elle-même intolérante, exclusive et dépositaire de la seule vérité. » 
En juillet 1896, Moreau retrouve une aumônerie, celle des religieuses du Très-Saint-Sauveur de la rue Bizet à Paris. Il meurt le 22 juillet 1897 à Marquette-lez-Lille (Nord). Les obsèques de l'abbé Georges Moreau sont célébrées à l’église Saint-François-Xavier de Paris

## Publications
- L'Église de France et les réformes nécessaires, E. Dentu, Paris, 1880
- L’interpellation du 16 mars, Forestier, Paris, 1880
- La question cléricale : le budget des cultes, E. Dentu, Paris, 1881, accessible en téléchargement sur le site Gallica de la Bibliothèque nationale de France La question cléricale
- Souvenirs de la Petite et de la Grande Roquette, 2 vol., Jules Rouff, Paris, 1884 (rééd. Hachette Livre - BNF, Paris, 2015), accessibles en téléchargement sur le site Gallica (Souvenirs T1, Souvenirs T 2)
- Le monde des prisons, Librairie illustrée, Paris, 1887, accessible en téléchargement sur le site Gallica (Monde des prisons)
- L'Hypnotisme, Leday, Paris, 1891
- Le centenaire du martyre des carmélites de Compiègne 17 juillet 1894, Oudin, Poitiers, 1894